# Danity Kane
Danity Kane est un groupe musical américain composé de cinq femmes : Aubrey O'Day, Shannon Bex, Aundrea Fimbres, Dawn Richard et D. Woods. Le groupe se sépare en 2009, puis se reforme en 2013 sans D. Woods. En 2014, Aundrea Fimbres annonce son départ du groupe laissant Aubrey, Shannon et Dawn continuer en tant que trio.
À la suite d'une dispute, Dawn aurait donné un coup de poing à Aubrey, Danity Kane se sépare de nouveau. O'day et Bex annoncent publiquement la séparation.
En 2020, le groupe se reforme une nouvelle fois mais avec uniquement Dawn et Aubrey et elles sortent ensemble un nouveau single appelé "New Kings".

## Historique

### Création du groupe
Danity Kane est composé de 5 femmes sachant chanter et danser, révélées par l'émission "Making the Band 3" sur MTV.
Il aura fallu plus de 3 sélections et presque un an avant que le groupe ne soit formé par P. Diddy le 23 novembre 2005.
Les membres du groupe sont :
- Aubrey O'Day, née le 11 février 1984. 1re et 2e saisons de Making the Band 3.
- Aundrea Fimbres, née le 29 juin 1983. 1re et 2e saisons de Making the Band 3.
- Dawn Richard, née le 5 août 1983. 2e saison de Making the Band 3.
- Shannon Bex, née le 22 mars 1980. 2e saison de Making the Band 3.
- Wanita Woodgette, alias D. Woods, née le 6 juillet 1984. 2e saison de Making the Band 3.

### Dissolution
Fin janvier 2009, Dawn Richard annonce la dissolution du groupe, à la suite du renvoi de D.Woods et Aubrey O'Day par P. Diddy en octobre 2008, au départ volontaire de Shannon Bex en 2008 également, puis au renvoi de Aundrea par P.Diddy en janvier 2009. Tous les membres du groupe ont été libérés de leur contrat avec Bad Boy Records plus tard en 2009.
Lors du dernier épisode de Making The Band 4 intitulé The Final Chapter, le groupe se reforme le temps d'une soirée sans Aundrea. Aubrey O'Day annonce qu'elle travaille sur son premier album en solo, qu'elle prévoit de faire plus de scène à Broadway, et qu'elle tournera dans sa propre émission de téléréalité qui sera diffusée en automne 2009. Dawn Richard annonce qu'elle travaille avec P.Diddy pour son prochain album, Last Train To Paris. D. Woods annonce qu'elle a reçu une proposition d'une maison de disques pour enregistrer son premier album en solo. Shannon Bex collabore avec le site ImFrenzy.com et annonce qu'elle sortira un album en solo, qui pourrait avoir des sonorités country. Aundrea Fimbres quant à elle jouera dans la comédie musicale Le Magicien d'Oz où elle tiendra le rôle de Dorothy.

## Musique
Leur premier album Danity Kane a été coproduit par des producteurs du RnB, Timbaland et Scott Storch et a été créé en presque 5 semaines. Leur album a été produit dans les environs de Miami en juillet et août 2006. À ce jour, l'album s'est écoulé à plus de 1 000 000 d'exemplaires aux États-Unis. Il a donc été certifié disque de platine par la RIAA. S'ajoutent à cela les ventes mondiales et l'album s'est écoulé à plus de 1 100 000 exemplaires dans le monde[réf. nécessaire].
Leur premier single Show Stopper est entré 17e dans le classement des meilleures ventes de singles aux États-Unis lors de sa première semaine d'exploitation, avant d'arriver en 8e position pour sa deuxième semaine d'exploitation. Lors de la première semaine d'exploitation de leur premier album, il s'est classé n°1, avec plus de 234 000 exemplaires écoulés, dont 90 000 lors de sa première journée d'exploitation, battant le groupe OutKast.
C'est le 18 janvier 2008 que le premier single du second album est présenté. Il s'agit de Damaged, un titre RnB, qui a atteint la 10e place dans le classement des meilleures ventes de singles aux États-Unis. L'album Welcome to the Dollhouse est sorti le 18 mars 2008 dans le monde. L'album s'est classé en tête des ventes aux États-Unis et en Lituanie lors de sa première semaine d'exploitation, s'écoulant ainsi à 236 000 exemplaires, soit 2000 exemplaires de plus que leur premier album. Après une semaine à la 1re place des ventes d'albums américains, le groupe révélé par "Making The Band 3" se fait détrôner par les Day26 qui se trouve être le groupe masculin révélé par "Making The Band 4".
En 2009, les Danity Kane sont entrées dans le Livre Guinness des records, comme étant le premier groupe féminin à avoir classé consécutivement à la première place leurs premier et deuxième album [réf. nécessaire].
Septembre 2013 : les Danity Kane annoncent leur retour, sans D. Woods, lors des VMA's Awards. Le single "Rage" arrivera à l'automne 2013 et l'album suivra de près. On retrouvera The Stereotypes (Damaged) à la production.

## Discographie

### Danity Kane
2006, classé numéro 1 aux États-Unis.
Créé en 5 semaines, devant les caméras de Making The Band 3.
Écoulé à plus de 1 000 000 d'exemplaires aux États-Unis. Certifié « Platinum » par la RIAA.
Écoulé à plus de 1 127 816 exemplaires dans le monde.

### Welcome to the Dollhouse
2008, classé numéro 1 aux États-Unis.
Créé en 5 semaines, devant les caméras de Making The Band 4.
Écoulé à plus de 600 000 exemplaires aux États-Unis. Certifié « Gold », par la RIAA.
Écoulé à plus de 660 000 exemplaires dans le monde.

### DK3
2014, sortie prévue le 28 octobre 2014

### Singles
- 2006 : Show Stopper, classé 8e aux États-Unis. Certifié « Gold », par la RIAA.
- 2006 : Ride for You, classé 78e aux États-Unis.
- 2008 : Damaged, classé 10e aux États-Unis. Certifié « Platinum », par la RIAA.
- 2008 : Bad Girl, classé 110e aux États-Unis.
- 2013 : Rage.
- 2020 : New Kings.